# Herceg Novi
Pour les articles homonymes, voir Castelnuovo.
Herceg Novi (en serbe cyrillique : Херцег Нови ; en italien Castelnuovo ou Castelnuovo di Cattaro) est une ville et une municipalité du Monténégro. En 2003, la ville comptait 5 208 habitants et la municipalité 16 523.
Elle située à quelques kilomètres seulement de la Croatie. C'est une station touristique au bord des Bouches de Kotor.

## Géographie
Herceg Novi est située sur les rives de la mer Adriatique. La ville se trouve dans une vallée au pied du massif de l'Orjen qui culmine à 1 895 m d'altitude.
Deux aérodromes assurent la desserte de la ville (à environ 30 km) : l'aéroport de Tivat, l'un des deux aéroports internationaux du Monténégro, et celui de Dubrovnik (Croatie).
Herceg Novi est reliée au reste du Monténégro et à la Croate par une voie rapide, la « route adriatique » (Jadranska magistrala), qui est intégrée dans la route européenne 65.

## Histoire
La ville a été fondée comme une forteresse, en 1382, sur un ancien petit village de pêcheurs existant depuis l'époque de l'Empire romain, par le roi de Bosnie Stepfan Tvrtko Ier sous le nom de Sveti Stefan ou Castelnuovo. Après la mort de Tvrtko, le duc Sandalj Hranić de la famille Kosača en Herzégovine acquit Castelnuovo. Pendant son règne, il transforme la ville en un important centre de commerce du sel. Son neveu Stefan Vukčić Kosača hérite de Castelnuovo. Sous son règne, Castelnuovo s'agrandit et devint une ville qu'il rebaptise Herceg Novi. Les Turcs prennent Herceg Novi en 1482 et conservent la place pendant 200 ans jusqu'en 1687. Entre 1538 et 1539, la ville est brièvement occupée par les Espagnols avant qu'ils ne soient défaits durant le siège de Castelnuovo.
Venise prend le contrôle de la ville en 1687 et l'annexe à l'Albanie vénitienne, qui inclut le territoire de la côte actuelle du Monténégro. Le 24 août 1798, Herceg Novi est annexée par l'Autriche, avant d'être cédée à la Russie par le traité de Presbourg le 26 décembre 1805. Les Russes ont officiellement occupé Herceg Novi entre le 28 février 1806 et 12 août 1807.
Le 7 juillet 1807, Herceg Novi (Castel-Nuovo) est cédée à la France en vertu du traité de Tilsit. La ville fait partie de la Dalmatie jusqu'au 14 octobre 1809, quand elle est annexée aux Provinces illyriennes nouvellement créées, d'abord au sein de la province des Bouches-du-Cattaro puis de la province de Raguse.
Herceg Novi, ainsi que le reste de la baie de Kotor, est prise par les forces monténégrines en 1813. L'apparition des forces autrichiennes en 1814 contraint le prince-évêque du Monténégro à laisser le territoire à l'administration autrichienne. La région restera autrichienne, comme l'ancienne république de Raguse, jusqu'en 1918.

## Localités de la municipalité de Herceg Novi
La municipalité de Herceg Novi compte 27 localités :
|  | - Baošići - Biljela - Bijelske Kruševice - Đenovići - Đurići - Žlijebi - Zelenika - Igalo - Jošice - Kameno - Kruševice - Kumbor - Kuti - Luštica | - Meljine - Mojdež - Mokrine - Podi - Prijevor - Provodina - Ratiševina - Sasovići - Sutorina - Sušćepan - Trebesinj - Ubli - Herceg Novi |

## Démographie

### Ville

#### Évolution historique de la population dans la ville
| 1948  | 1953  | 1961  | 1971  | 1981  | 1991   | 2003   |
| ----- | ----- | ----- | ----- | ----- | ------ | ------ |
| 2 371 | 2 926 | 3 797 | 6 705 | 8 130 | 11 429 | 12 739 |

## Politique
La Ville est fortement Unioniste, lors des référendums sur l'indépendance de 1992 et de 2006 une majorité des habitants de la ville était pour le maintien de l'Union de la Serbie et du Monténégro, 60,75 % en 2006.

## Le climat

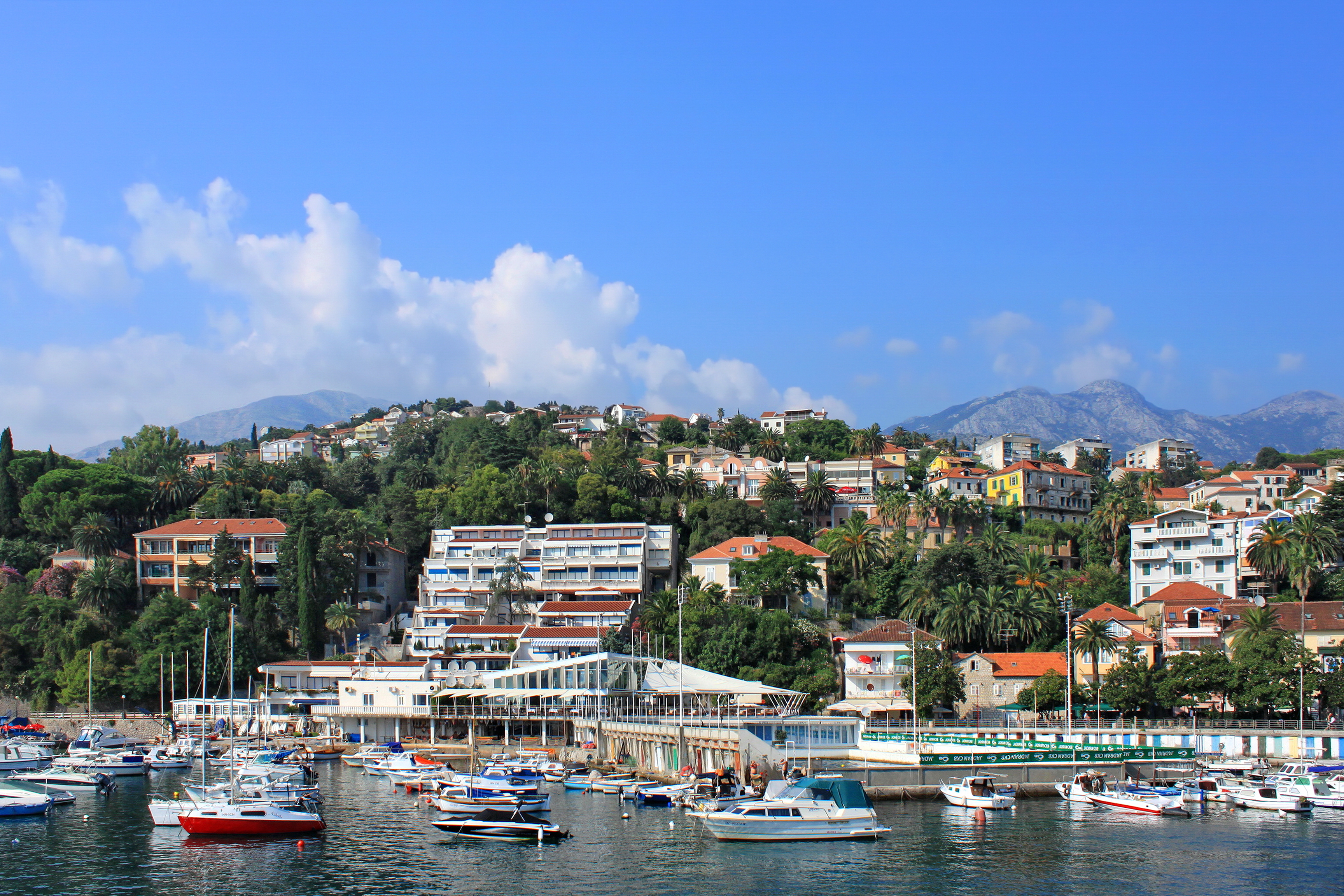
Vue de la ville du port.

Climat - Méditerranée, se distingue avec des étés chauds et secs et des hivers doux et humides.
Herceg Novi en raison des particularités de l'emplacement a son propre microclimat spécial. Il y a environ 200 jours ensoleillés par an. En juillet et août - environ 11 heures d'ensoleillement par jour.
La température moyenne annuelle - +16,2 °C. Fréquentes fluctuations mineures de la température qui peut atteindre +4 °C pendant la journée. La température moyenne de mai à septembre - +25 °C.
La saison de baignade peut durer jusqu'à cinq mois, la température moyenne de l'eau en ce moment est +22-26 °C.
Les précipitations annuelles moyennes de 1 930 mm des précipitations moyennes. Humidité relative - de 63 % à 80 % en été à l'automne.

## Tourisme
Le tourisme y est très développé. La commune a reçu 350 000 touristes en 2019.

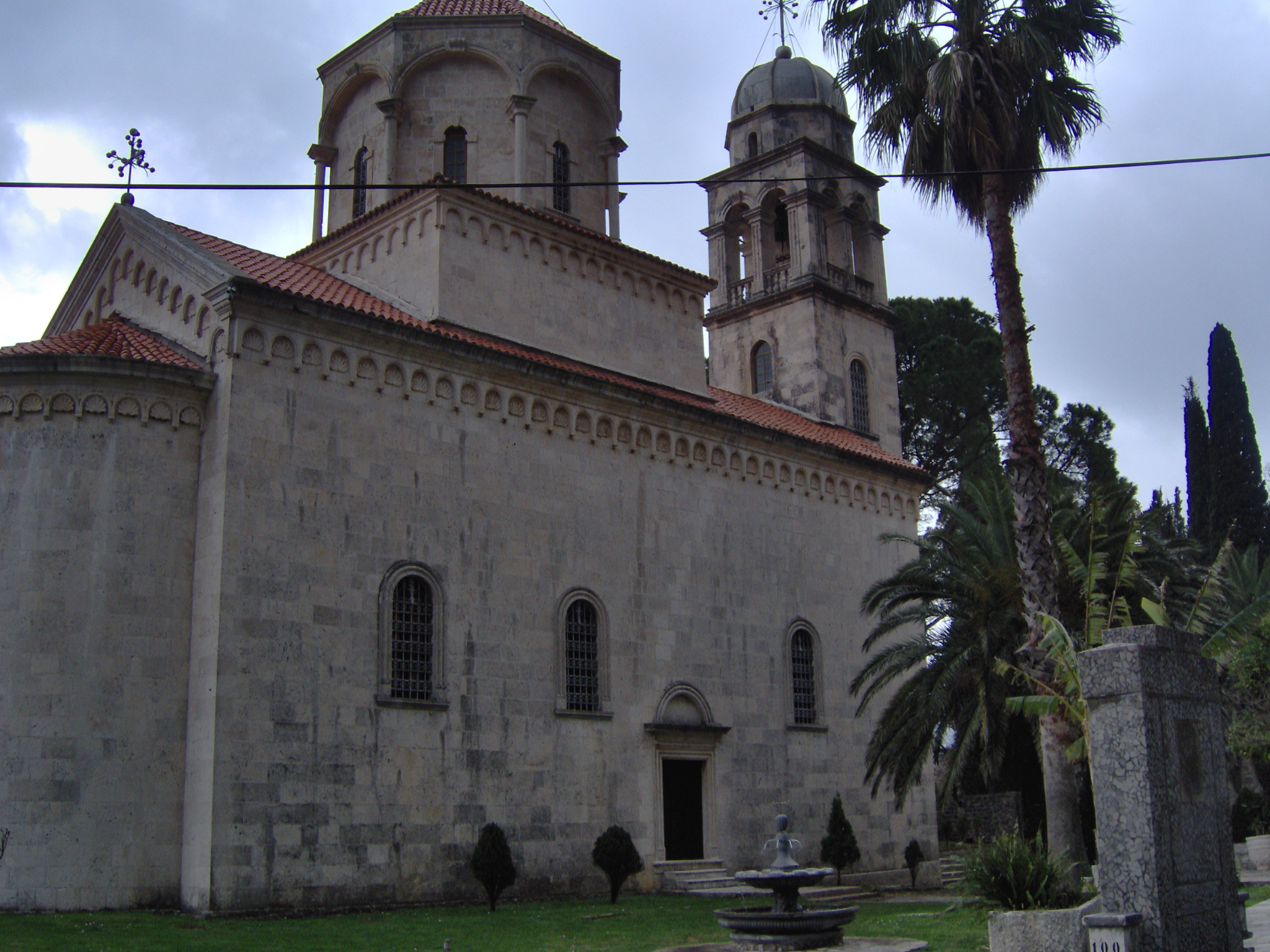
Le monastère de Savina

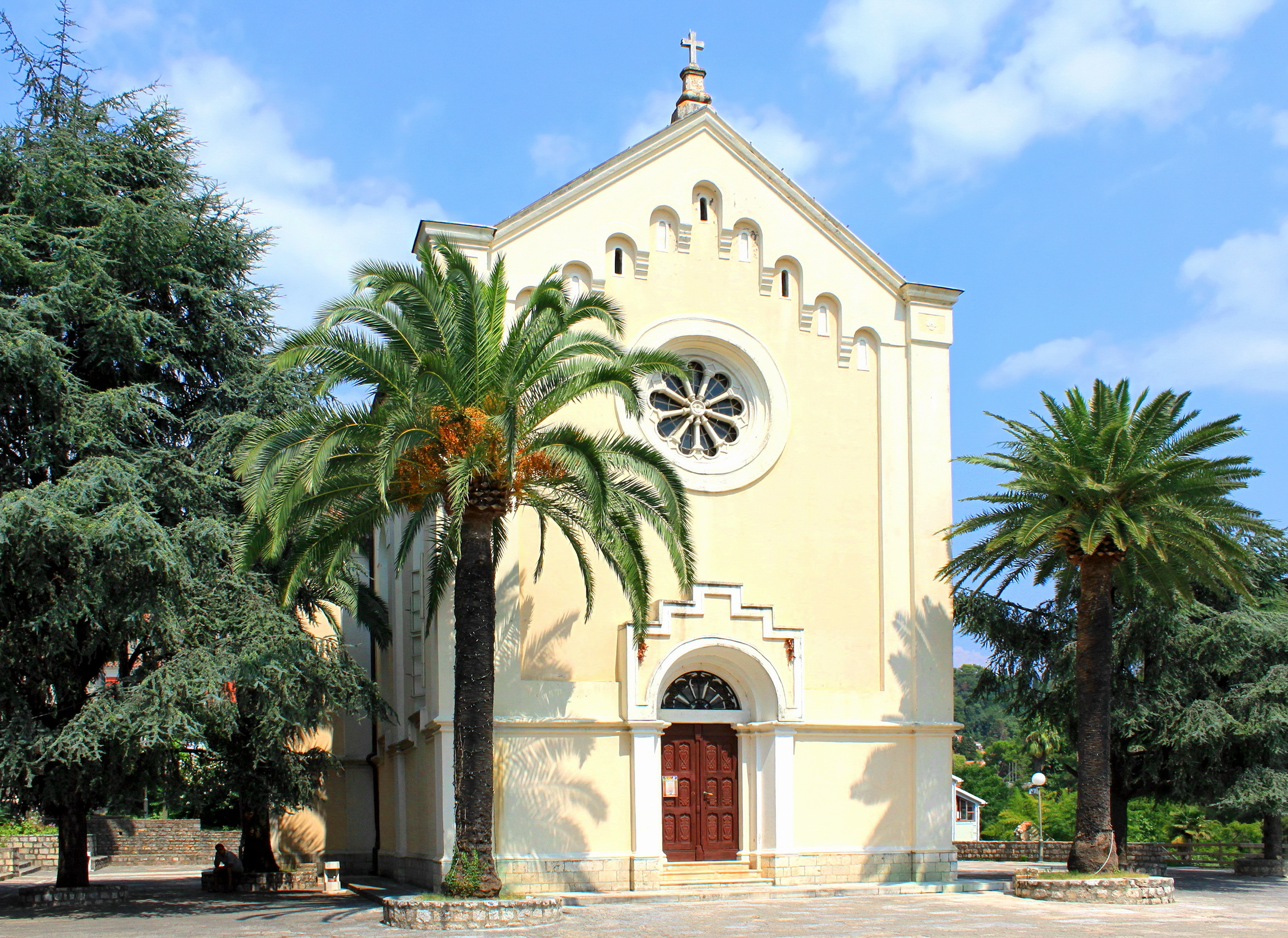
Église de Saint-Jérôme

Herceg Novi possède un monastère orthodoxe serbe dédié à saint Sava, le monastère de Savina, sis parmi de luxuriants jardins. Le monastère fut fondé au XVIe siècle et est notamment connu pour ses travaux de fer forgé du XVIIe siècle.
La Sahat-Kula (Tour de l'horloge) est un monument de l'époque turque qui se trouve au centre de la ville et sépare la partie basse de la ville de la partie haute.
La Kanli-Kula est une forteresse ottomane qui a servi de prison, alors que la Španjola est une fortification de la Renaissance datant de l'époque où la ville avait été enlevée aux Turcs par les Espagnols.

## Jumelages
La ville de Herceg Novi est jumelée avec, :
- Novo mesto (Slovénie) depuis le 29 octobre 1971
- Bačka Topola (Serbie) depuis le 14 octobre 1995
- Beočin (Serbie) depuis le 17 février 1996
- Čajetina (Serbie)
- Barletta (Italie)
- Volgoretchensk (Russie) depuis le 28 octobre 1994
- Vauréal (France) depuis le 27 septembre 2003
- Prizren (Kosovo) depuis 1978
- Zemun (Serbie) depuis le 21 octobre 1965
- Banja Luka (Bosnie-Herzégovine) depuis le 21 octobre 1965
- Bitola (Macédoine du Nord) depuis le 21 octobre 1965
- Kranj (Slovénie) depuis le 21 octobre 1965
- Osijek (Croatie) depuis le 21 octobre 1965
- Mali Zvornik (Serbie)
- Zaječar (Serbie)
- Centar (Bosnie-Herzégovine) depuis le 6 avril 1977
- Senec (Slovaquie)
- Guglionesi (Italie) depuis 2008
- Odessa (Ukraine) depuis le 27 octobre 2010
- Kotor Varoš (Bosnie-Herzégovine)
- Levanger (Norvège)
- Szeged (Hongrie)
- Szentes (Hongrie)
- Jagodina (Serbie) depuis le 21 aout 2017
- Rybinsk (Russie) depuis le 7 avril 2018